# Weipoltshausen (Lohra)
Weipoltshausen ist ein Ortsteil der Großgemeinde Lohra im mittelhessischen Landkreis Marburg-Biedenkopf. Der Ort hat rund 550 Einwohner und liegt auf 216 m ü. NHN (Ortsmitte).

## Geschichte

### Ortsgeschichte
Die älteste bekannte schriftliche Erwähnung von Weipoltshausen erfolgte unter dem Namen Wipaldeshusen im zwischen 1200 und 1220 entstandenen Lehensverzeichnis des Kanonissenstiftes Wetter, das dort fünf zu Mannlehen ausgelegte Hufen besaß.
Im Zuge der Gebietsreform in Hessen wurde die bis dahin selbständige Gemeinde Weipoltshausen mit weiteren Gemeinden kraft Landesgesetz zum 1. Juli 1974 der Großgemeinde Lohra angegliedert.
Für die eingegliederten ehemaligen Gemeinden und die Kerngemeinde wurde je ein Ortsbezirk eingerichtet.

### Verwaltungsgeschichte im Überblick
Die folgende Liste zeigt die Staaten und Verwaltungseinheiten, denen Weipoltshausen angehört(e):
- vor 1567: Heiliges Römisches Reich, Landgrafschaft Hessen, Gericht Lohra (Gericht Lohra bestand aus den Orten Lohra, Nanzhausen, Willershausen, Rodenhausen, Seelbach, Rollshausen, Altenvers, Raimarshausen, Weiboldshausen, Kirchvers, Oberwalgern, Holzhausen, Stedebach und Damm)[7]
- ab 1567: Heiliges Römisches Reich, Landgrafschaft Hessen-Marburg, Amt Fronhausen[8]
- 1604–1648: Heiliges Römisches Reich, strittig zwischen Landgrafschaft Hessen-Darmstadt und Landgrafschaft Hessen-Kassel (Hessenkrieg), Amt Fronhausen
- ab 1648: Heiliges Römisches Reich, Landgrafschaft Hessen-Kassel, Amt Fronhausen
- ab 1806: Landgrafschaft Hessen-Kassel, Amt Fronhausen
- 1807–1813: Königreich Westphalen, Departement der Werra, Distrikt Marburg, Kanton Lohra
- ab 1815: Kurfürstentum Hessen, Amt Fronhausen[9]
- ab 1821: Kurfürstentum Hessen, Provinz Oberhessen, Kreis Marburg[10][Anm. 2]
- ab 1848: Kurfürstentum Hessen, Bezirk Marburg
- ab 1851: Kurfürstentum Hessen, Provinz Oberhessen, Kreis Marburg
- ab 1867: Königreich Preußen, Provinz Hessen-Nassau, Regierungsbezirk Kassel, Kreis Marburg
- ab 1871: Deutsches Reich,  Königreich Preußen, Provinz Hessen-Nassau, Regierungsbezirk Kassel, Kreis Marburg
- ab 1918: Deutsches Reich, Freistaat Preußen, Provinz Hessen-Nassau, Regierungsbezirk Kassel, Kreis Marburg
- ab 1944: Deutsches Reich, Freistaat Preußen, Provinz Kurhessen, Landkreis Marburg
- ab 1945: Amerikanische Besatzungszone, Groß-Hessen, Regierungsbezirk Kassel, Landkreis Marburg
- ab 1946: Amerikanische Besatzungszone, Land Hessen, Regierungsbezirk Kassel, Landkreis Marburg
- ab 1949: Bundesrepublik Deutschland, Land Hessen, Regierungsbezirk Kassel, Landkreis Marburg
- ab 1974: Bundesrepublik Deutschland, Land Hessen, Regierungsbezirk Kassel, Landkreis Marburg-Biedenkopf, Gemeinde Lohra[Anm. 3]
- ab 1981: Bundesrepublik Deutschland, Land Hessen, Regierungsbezirk Gießen, Landkreis Marburg-Biedenkopf, Gemeinde Lohra

### Gerichte seit 1821
Mit Edikt vom 29. Juni 1821 wurden in Kurhessen Verwaltung und Justiz getrennt. Der Kreis Marburg war für die Verwaltung und das Justizamt Fronhausen war als Gericht in erster Instanz für Weipoltshausen zuständig. Nach der Annexion Kurhessens durch Preußen 1866 erfolgte am 1. September 1867 die Umbenennung des bisherigen Justizamtes in Amtsgericht Fronhausen. Das Amtsgericht Fronhausen wurde 1943 geschlossen. Es wurde zunächst als Zweigstelle des Amtsgerichts Marburg geführt und 1948 endgültig aufgelöst. Der Gerichtsbezirk wurde dem Amtsgericht Marburg zugeteilt.

## Bevölkerung

### Einwohnerstruktur 2011
Nach den Erhebungen des Zensus 2011 lebten am Stichtag dem 9. Mai 2011 in Weipoltshausen 546 Einwohner. Darunter waren 9 (1,6 %) Ausländer. Nach dem Lebensalter waren 90 Einwohner unter 18 Jahren, 231 zwischen 18 und 49, 126 zwischen 50 und 64 und 99 Einwohner waren älter. Die Einwohner lebten in 246 Haushalten. Davon waren 75 Singlehaushalte, 7 Paare ohne Kinder und 33 Paare mit Kindern sowie 18 Alleinerziehende und keine Wohngemeinschaften. In 45 Haushalten lebten ausschließlich Senioren und in 171 Haushaltungen lebten keine Senioren.

### Einwohnerentwicklung
| Quelle: Historisches Ortslexikon |                                                                                          |
| • 1502:                          | 11 Männer                                                                                |
| • 1577:                          | 27 Hausgesesse                                                                           |
| • 1630:                          | 23 Hausgesesse (7 zweispännige, 13 einspännige Ackerleute)                               |
| • 1681:                          | 16 hausgesessene Mannschaften                                                            |
| • 1747:                          | 28 Haushalte                                                                             |
| • 1838:                          | 160 Einwohner (Familien: 22 nutzungsberechtigte, 6 nicht nutzungsberechtigte Ortsbürger) |

| Weipoltshausen: Einwohnerzahlen von 1834 bis 2011 | Weipoltshausen: Einwohnerzahlen von 1834 bis 2011 | Weipoltshausen: Einwohnerzahlen von 1834 bis 2011 | Weipoltshausen: Einwohnerzahlen von 1834 bis 2011 | Weipoltshausen: Einwohnerzahlen von 1834 bis 2011 |
| --- | ------------------------------------------------- | ------------------------------------------------- | ------------------------------------------------- | ------------------------------------------------- |
| Jahr |                                                   |                                                   |                                                   | Einwohner                                         |
| 1834 | 1834                                              |                                                   | 145                                               | 145                                               |
| 1840 | 1840                                              |                                                   | 174                                               | 174                                               |
| 1846 | 1846                                              |                                                   | 170                                               | 170                                               |
| 1852 | 1852                                              |                                                   | 171                                               | 171                                               |
| 1858 | 1858                                              |                                                   | 173                                               | 173                                               |
| 1864 | 1864                                              |                                                   | 184                                               | 184                                               |
| 1871 | 1871                                              |                                                   | 195                                               | 195                                               |
| 1875 | 1875                                              |                                                   | 216                                               | 216                                               |
| 1885 | 1885                                              |                                                   | 217                                               | 217                                               |
| 1895 | 1895                                              |                                                   | 189                                               | 189                                               |
| 1905 | 1905                                              |                                                   | 202                                               | 202                                               |
| 1910 | 1910                                              |                                                   | 229                                               | 229                                               |
| 1925 | 1925                                              |                                                   | 265                                               | 265                                               |
| 1939 | 1939                                              |                                                   | 273                                               | 273                                               |
| 1946 | 1946                                              |                                                   | 358                                               | 358                                               |
| 1950 | 1950                                              |                                                   | 341                                               | 341                                               |
| 1956 | 1956                                              |                                                   | 329                                               | 329                                               |
| 1961 | 1961                                              |                                                   | 335                                               | 335                                               |
| 1967 | 1967                                              |                                                   | 353                                               | 353                                               |
| 1980 | 1980                                              |                                                   | ?                                                 | ?                                                 |
| 1990 | 1990                                              |                                                   | ?                                                 | ?                                                 |
| 2000 | 2000                                              |                                                   | ?                                                 | ?                                                 |
| 2011 | 2011                                              |                                                   | 546                                               | 546                                               |
| Datenquelle: Historisches Gemeindeverzeichnis für Hessen: Die Bevölkerung der Gemeinden 1834 bis 1967. Wiesbaden: Hessisches Statistisches Landesamt, 1968. Weitere Quellen: LAGIS; Zensus 2011 |                                                   |                                                   |                                                   |                                                   |

### Historische Religionszugehörigkeit
| Quelle: Historisches Ortslexikon |                                                                     |
| • 1861:                          | 173 evangelisch-lutherische, ein evangelisch-reformierter Einwohner |
| • 1885:                          | 217 evangelische (= 100 %) Einwohner                                |
| • 1961:                          | 300 evangelische (= 89,55 %), 23 katholische (= 6,87 %) Einwohner   |

### Historische Erwerbstätigkeit
| Quelle: Historisches Ortslexikon | |
| • 1838:                          | Familien: 24 Ackerbau, 3 Gewerbe, 1 Tagelöhner.                                                                                    |
| • 1961:                          | Erwerbspersonen: 82 Land- und Forstwirtschaft, 94 Produzierendes Gewerbe, 12 Handel und Verkehr, 6 Dienstleistungen und Sonstiges. |

## Politik
Für Weipoltshausen besteht ein Ortsbezirk mit Ortsbeirat und Ortsvorsteher nach der Hessischen Gemeindeordnung. Er umfasst das Gebiet der ehemaligen Gemeinde Weipoltshausen.
Der Ortsbeirat Weipoltshausen  besteht aus fünf Mitgliedern. Bei den Kommunalwahlen in Hessen 2021 betrug die Wahlbeteiligung zum Ortsbeirat 54,22 %. Alle Kandidaten gehörten der „Bürgerliste Weipoltshausen“ an. Der Ortsbeirat wählte Klaus Müller zum Ortsvorsteher.

## Sehenswürdigkeiten

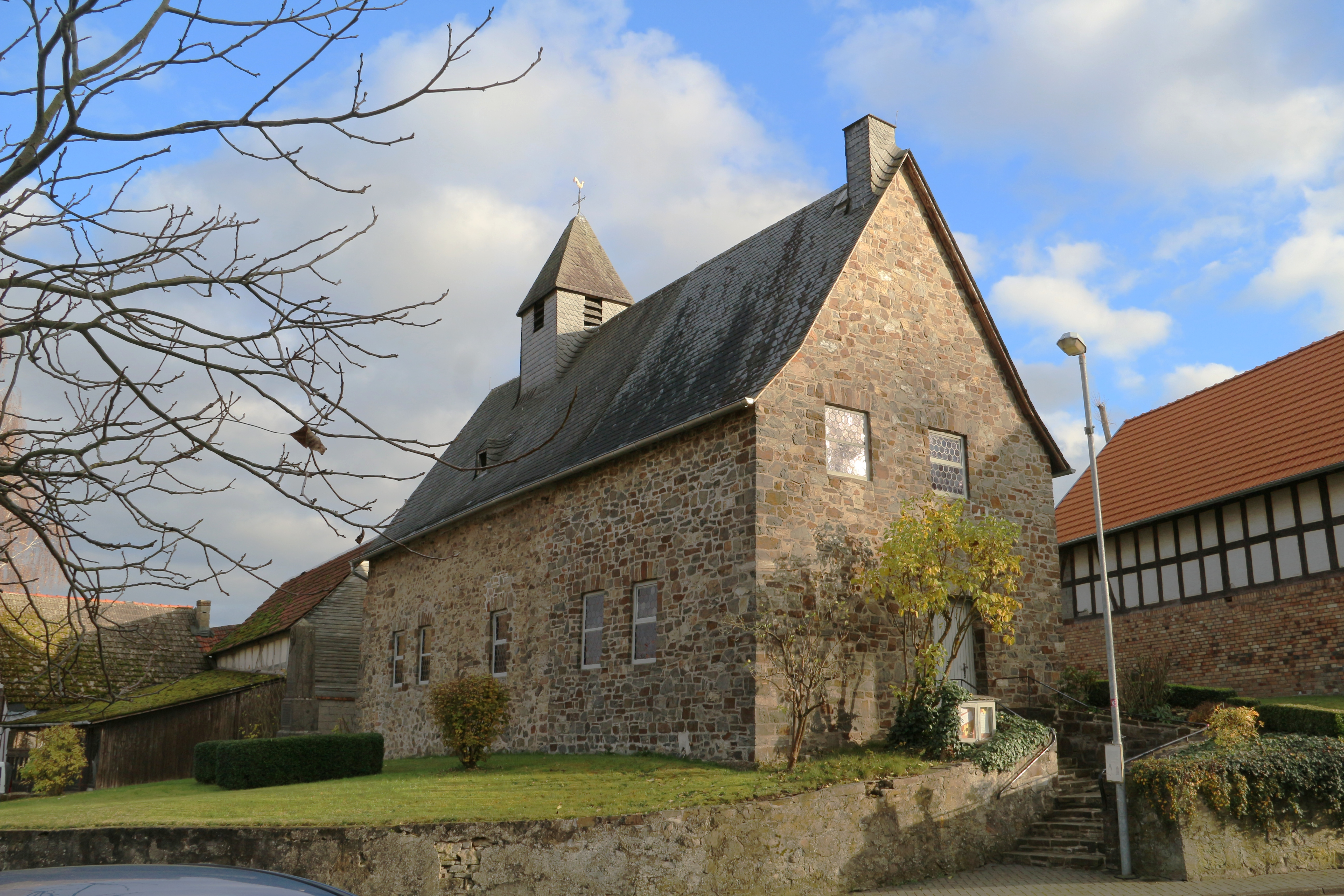
Evangelische Kirche

- Die Kirche von Weipoltshausen, die vermutlich im 16. Jahrhundert gebaut wurde.
- Südlich des Dorfs befindet sich der Aussichtspunkt 10 Dörfer Blick

## Vereine
Das dörfliche Leben in Weipoltshausen zeichnet sich vor allem durch eine rege Tätigkeit verschiedener Vereine aus. Neben der Freiwilligen Feuerwehr existiert der 1920 gegründete TSV Weipoltshausen, der sowohl über eine Fußball- als auch über eine Gymnastikabteilung verfügt, zudem gibt es einen gemischten Chor, den Chor Cantelo, die Aktiven Bürger Weipoltshausen, einen Verschönerungsverein und den Kultur- und Heimatverein.